# دیدیه زاکورا
دیدیه زاکورا (انگلیسی: Didier Zokora؛ زاده ۱۴ دسامبر ۱۹۸۰) یک بازیکن فوتبال بازنشسته اهل ساحل عاج است.
از باشگاه‌هایی که در آن بازی کرده‌است می‌توان به خنک، سن‌اتین، تاتنهام هاتسپر، سویا، و ترابزون‌اسپور اشاره کرد.
وی همچنین در تیم ملی فوتبال ساحل عاج بازی کرده‌است.